# مزرعة شريفي (قهاب صرصر)
مزرعة شريفي (بالإنجليزية: Mazraeh-ye Sharifi)‏ هي مستوطنة تقع في إيران في قسم قهاب صرصر الريفي.